# Supercoppa Italiana (Fußball)

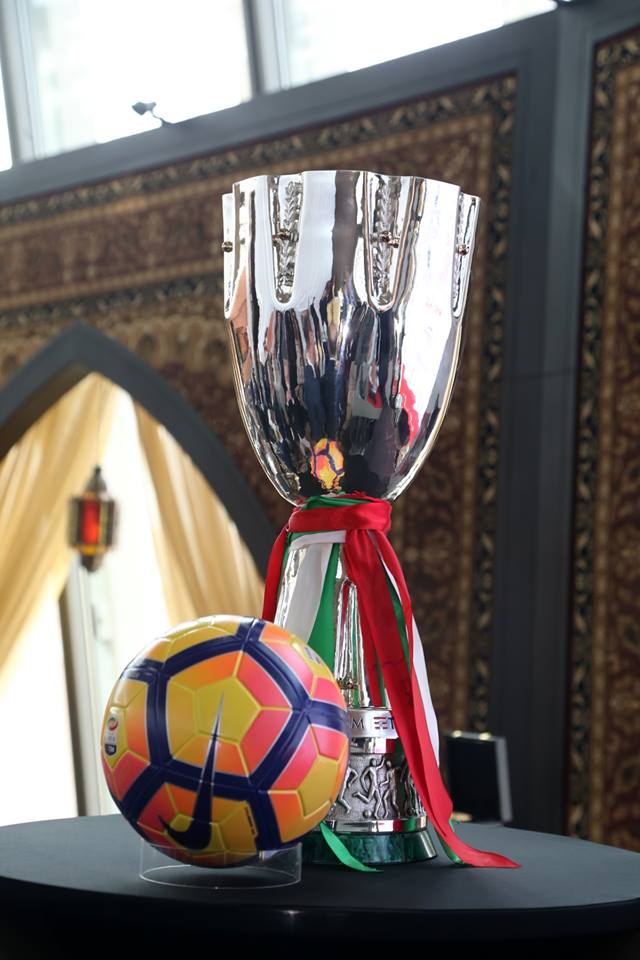
Die Trophäe der Supercoppa Italiana

Die Supercoppa italiana (Italienischer Supercup) ist ein italienischer Fußballwettbewerb, der seit 1988 jährlich zwischen dem vorjährigen italienischen Meister und dem italienischen Pokalsieger ausgetragen wird. Gewinnt ein Verein beide Titel, tritt dieser gegen den vorjährigen Pokalfinalisten an. Rekordsieger dieses Wettbewerbs ist Juventus Turin mit neun Titelsiegen.
Organisiert wird die Supercoppa von der Lega Nazionale Professionisti Serie A, einer Unterorganisation des italienischen Fußballverbandes Federazione Italiana Giuoco Calcio.

## Geschichte
Die Supercoppa italiana wurde erstmals am 14. Juni 1989 – also nach dem Ende der Saison 1988/89 – ausgetragen. Seit 1990 findet der Wettbewerb vor der neuen Spielzeit statt. Normalerweise wird der Supercup im Stadion des Serie-A-Titelträgers ausgetragen, doch das Spiel wird auch immer wieder ins Ausland verlegt, so zum Beispiel 2002 nach Tripolis oder 2003 nach New York. 2011 und 2012 fand das Finale in der chinesischen Hauptstadt Peking im dortigen Nationalstadion statt, nachdem der Wettbewerb für zehn Millionen Euro ursprünglich bis 2014 nach China verkauft wurde. Neben den Einnahmen für den Ligaverband erhielten die teilnehmenden Klubs dadurch jeweils 1,65 Millionen Euro Antrittsprämie.
Bislang achtmal trat der Pokalfinal-Verlierer beim Superpokal an, weil der andere Teilnehmer in der Vorsaison das Double errungen hatte, und zwar in den Jahren 1995, 2000, 2006, 2010, 2015, 2016, 2017 und 2018. Mit neun Siegen ist Juventus Turin der Rekordgewinner der Supercoppa.
Im März 2023 wurde eine Änderung des Formats angekündigt: Demnach spielen fortan vier Teams zur Saisonmitte um den Titel, darunter die zwei Pokalfinalisten sowie die zwei bestplatzierten Teams der Liga, die nicht den Einzug ins Pokalfinale geschafft haben. Außerdem wurden nach 22 Jahren die Verlängerungen abgeschafft: Bei Gleichstand nach der regulären Spielzeit werden nun Elfmeterschießen ausgetragen. Die erste Ausgabe im neuen Format ging an Inter, den Titelträger des Italienischen Pokals, der zunächst Lazio, den zweitplatzierten der vorherigen Meisterschaft, und dann die amtierenden italienischen Meister Napoli besiegte.

## Die Endspiele im Überblick

### 1988–2022: Zwei Mannschaften
| Jahr | Austragungsort                                          | Meister         | Ergebnis             | Pokalsieger / -finalist |
| ---- | ------------------------------------------------------- | --------------- | -------------------- | ----------------------- |
| 1988 | Giuseppe-Meazza-Stadion, Mailand                        | AC Mailand      | 3:1                  | Sampdoria Genua         |
| 1989 | Giuseppe-Meazza-Stadion, Mailand                        | Inter Mailand   | 2:0                  | Sampdoria Genua         |
| 1990 | Stadio San Paolo, Neapel                                | SSC Neapel      | 5:1                  | Juventus Turin          |
| 1991 | Stadio Luigi Ferraris, Genua                            | Sampdoria Genua | 1:0                  | AS Rom                  |
| 1992 | Giuseppe-Meazza-Stadion, Mailand                        | AC Mailand      | 2:1                  | AC Parma                |
| 1993 | Robert F. Kennedy Memorial Stadium, Washington, D.C.    | AC Mailand      | 1:0                  | Torino Calcio           |
| 1994 | Giuseppe-Meazza-Stadion, Mailand                        | AC Mailand      | 1:1 n. V., 4:3 i. E. | Sampdoria Genua         |
| 1995 | Stadio delle Alpi, Turin                                | Juventus Turin  | 1:0                  | AC Parma                |
| 1996 | Giuseppe-Meazza-Stadion, Mailand                        | AC Mailand      | 1:2                  | AC Florenz              |
| 1997 | Stadio delle Alpi, Turin                                | Juventus Turin  | 3:0                  | Vicenza Calcio          |
| 1998 | Stadio delle Alpi, Turin                                | Juventus Turin  | 1:2                  | Lazio Rom               |
| 1999 | Giuseppe-Meazza-Stadion, Mailand                        | AC Mailand      | 1:2                  | AC Parma                |
| 2000 | Olympiastadion, Rom                                     | Lazio Rom       | 4:3                  | Inter Mailand           |
| 2001 | Olympiastadion, Rom                                     | AS Rom          | 3:0                  | AC Florenz              |
| 2002 | Stadion des 11. Juni, Tripolis                          | Juventus Turin  | 2:1                  | AC Parma                |
| 2003 | Giants Stadium, East Rutherford                         | Juventus Turin  | 1:1 n. V., 5:3 i. E. | AC Mailand              |
| 2004 | Giuseppe-Meazza-Stadion, Mailand                        | AC Mailand      | 3:0                  | Lazio Rom               |
| 2005 | Stadio delle Alpi, Turin                                | Juventus Turin  | 0:1                  | Inter Mailand           |
| 2006 | Giuseppe-Meazza-Stadion, Mailand                        | Inter Mailand   | 4:3 n. V.            | AS Rom                  |
| 2007 | Giuseppe-Meazza-Stadion, Mailand                        | Inter Mailand   | 0:1                  | AS Rom                  |
| 2008 | Giuseppe-Meazza-Stadion, Mailand                        | Inter Mailand   | 2:2 n. V., 6:5 i. E. | AS Rom                  |
| 2009 | Nationalstadion, Peking                                 | Inter Mailand   | 1:2                  | Lazio Rom               |
| 2010 | Giuseppe-Meazza-Stadion, Mailand                        | Inter Mailand   | 3:1                  | AS Rom                  |
| 2011 | Nationalstadion, Peking                                 | AC Mailand      | 2:1                  | Inter Mailand           |
| 2012 | Nationalstadion, Peking                                 | Juventus Turin  | 4:2 n. V.            | SSC Neapel              |
| 2013 | Olympiastadion, Rom                                     | Juventus Turin  | 4:0                  | Lazio Rom               |
| 2014 | Jassim-Bin-Hamad-Stadion, Doha                          | Juventus Turin  | 2:2 n. V., 5:6 i. E. | SSC Neapel              |
| 2015 | Shanghai-Stadion, Shanghai                              | Juventus Turin  | 2:0                  | Lazio Rom               |
| 2016 | Jassim-Bin-Hamad-Stadion, Doha                          | Juventus Turin  | 1:1 n. V., 3:4 i. E. | AC Mailand              |
| 2017 | Olympiastadion, Rom                                     | Juventus Turin  | 2:3                  | Lazio Rom               |
| 2018 | King Abdullah Sports City Stadium, Dschidda             | Juventus Turin  | 1:0                  | AC Mailand              |
| 2019 | King Saud University Stadium, Riad                      | Juventus Turin  | 1:3                  | Lazio Rom               |
| 2020 | Mapei Stadium – Città del Tricolore, Reggio nell’Emilia | Juventus Turin  | 2:0                  | SSC Neapel              |
| 2021 | Giuseppe-Meazza-Stadion, Mailand                        | Inter Mailand   | 2:1 n. V.            | Juventus Turin          |
| 2022 | König-Fahd-Stadion, Riad                                | AC Mailand      | 0:3                  | Inter Mailand           |

### Seit 2023: Vier Mannschaften
| Jahr                                                  | Austragungsort    | Finalist 1      | Ergebnis | Finalist 2      |
| ----------------------------------------------------- | ----------------- | --------------- | -------- | --------------- |
| 2023                                                  | KSU Stadium, Riad | SSC Neapel M    | 0:1      | Inter Mailand P |
| 2024                                                  | KSU Stadium, Riad | Inter Mailand M | 2:3      | AC Mailand V    |
| M Meister V Vizemeister P Pokalsieger F Pokalfinalist |                   |                 |          |                 |

## Rangliste der Teilnehmer an der Supercoppa Italiana

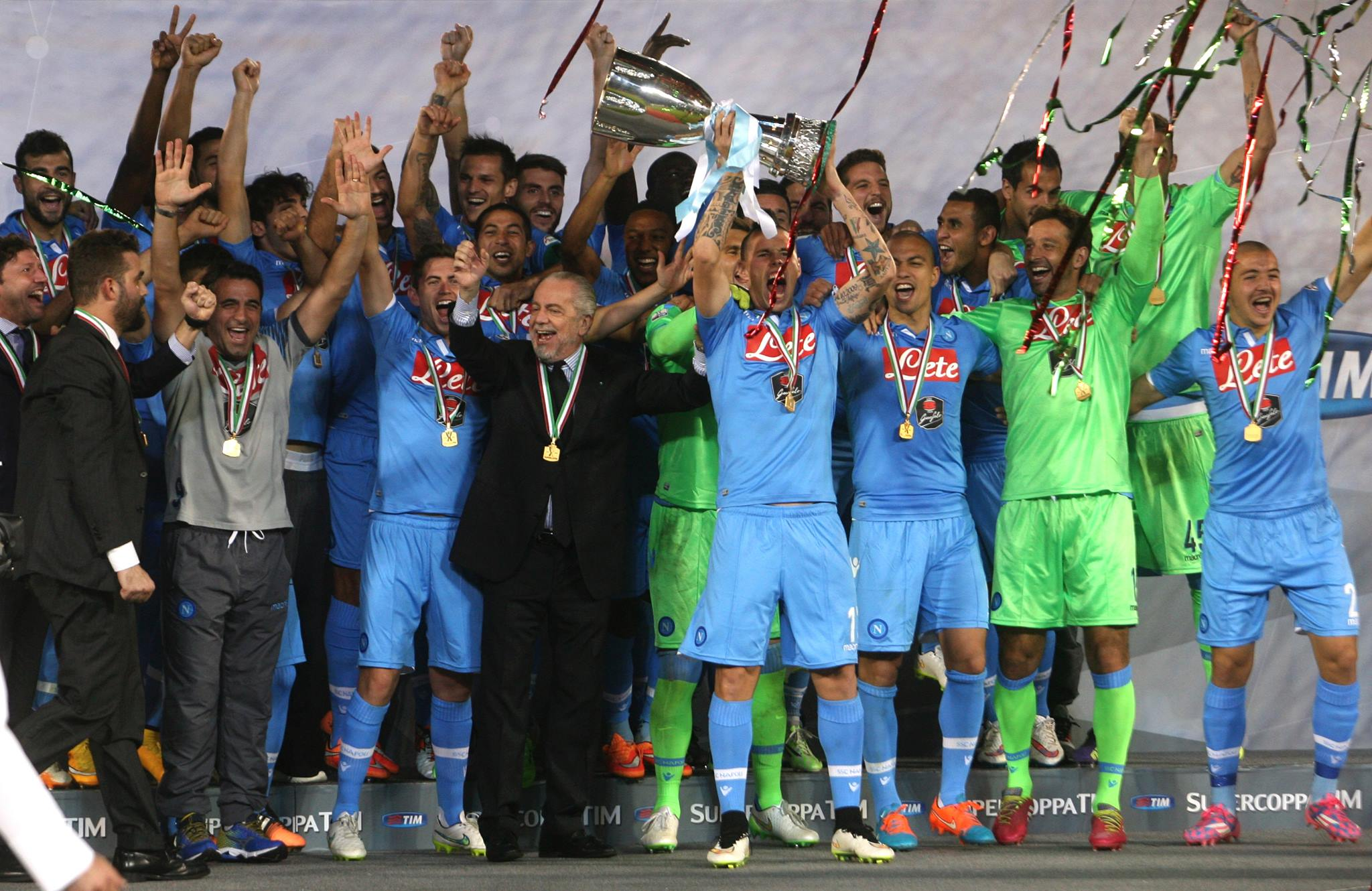
Siegerehrung nach dem Endspiel der Supercoppa Italiana 2014

Die Mannschaften sind nach der Anzahl an Siegen in der Supercoppa italiana sortiert. Bei gleicher Anzahl an Siegen sind die Mannschaften nach der Anzahl an Teilnahmen sortiert. Bei gleicher Anzahl an Teilnahmen sind die Mannschaften alphabetisch sortiert.
| Rang | Logo            | Mannschaft      | Siege | Jahr(e)                                              | Teilnahmen |
| ---- | --------------- | --------------- | ----- | ---------------------------------------------------- | ---------- |
| 01.  | Juventus Turin  | Juventus Turin  | 9     | 1995, 1997, 2002, 2003, 2012, 2013, 2015, 2018, 2020 | 17         |
| 02.  | AC Mailand      | AC Mailand      | 8     | 1988, 1992, 1993, 1994, 2004, 2011, 2016, 2024       | 13         |
| 02.  | Inter Mailand   | Inter Mailand   | 8     | 1989, 2005, 2006, 2008, 2010, 2021, 2022, 2023       | 13         |
| 04.  | Lazio Rom       | Lazio Rom       | 5     | 1998, 2000, 2009, 2017, 2019                         | 09         |
| 05.  | AS Rom          | AS Rom          | 2     | 2001, 2007                                           | 06         |
| 06.  | SSC Neapel      | SSC Neapel      | 2     | 1990, 2014                                           | 05         |
| 07.  | Parma Calcio    | Parma Calcio 1  | 1     | 1999                                                 | 04         |
| 07.  | Sampdoria Genua | Sampdoria Genua | 1     | 1991                                                 | 04         |
| 09.  | AC Florenz      | AC Florenz      | 1     | 1996                                                 | 02         |
| 10.  | FC Turin        | FC Turin 2      | –     |                                                      | 01         |
| 10.  | L.R. Vicenza    | L.R. Vicenza 3  | –     |                                                      | 01         |

## Rekordhalter

### Rekordspieler

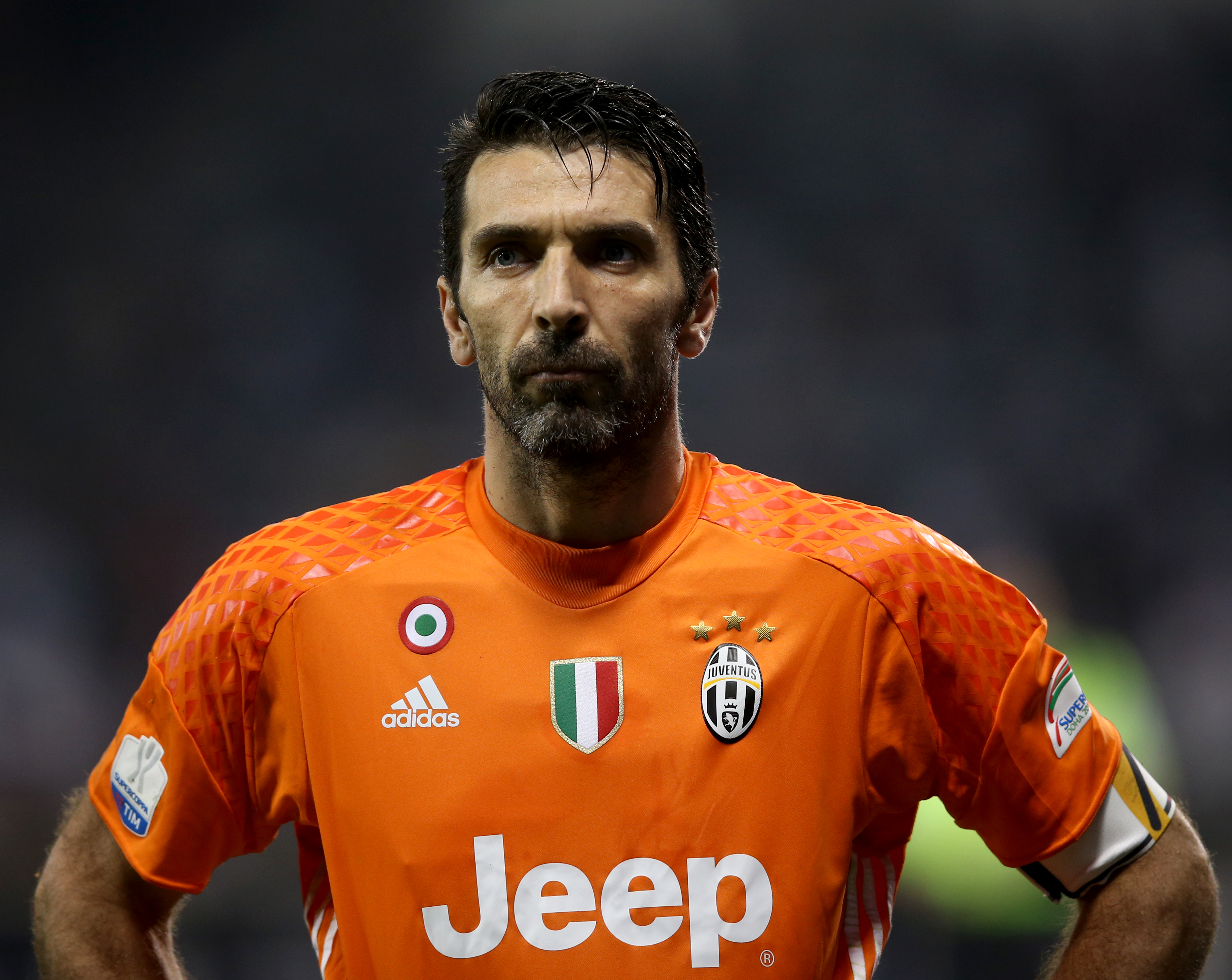
Gianluigi Buffon

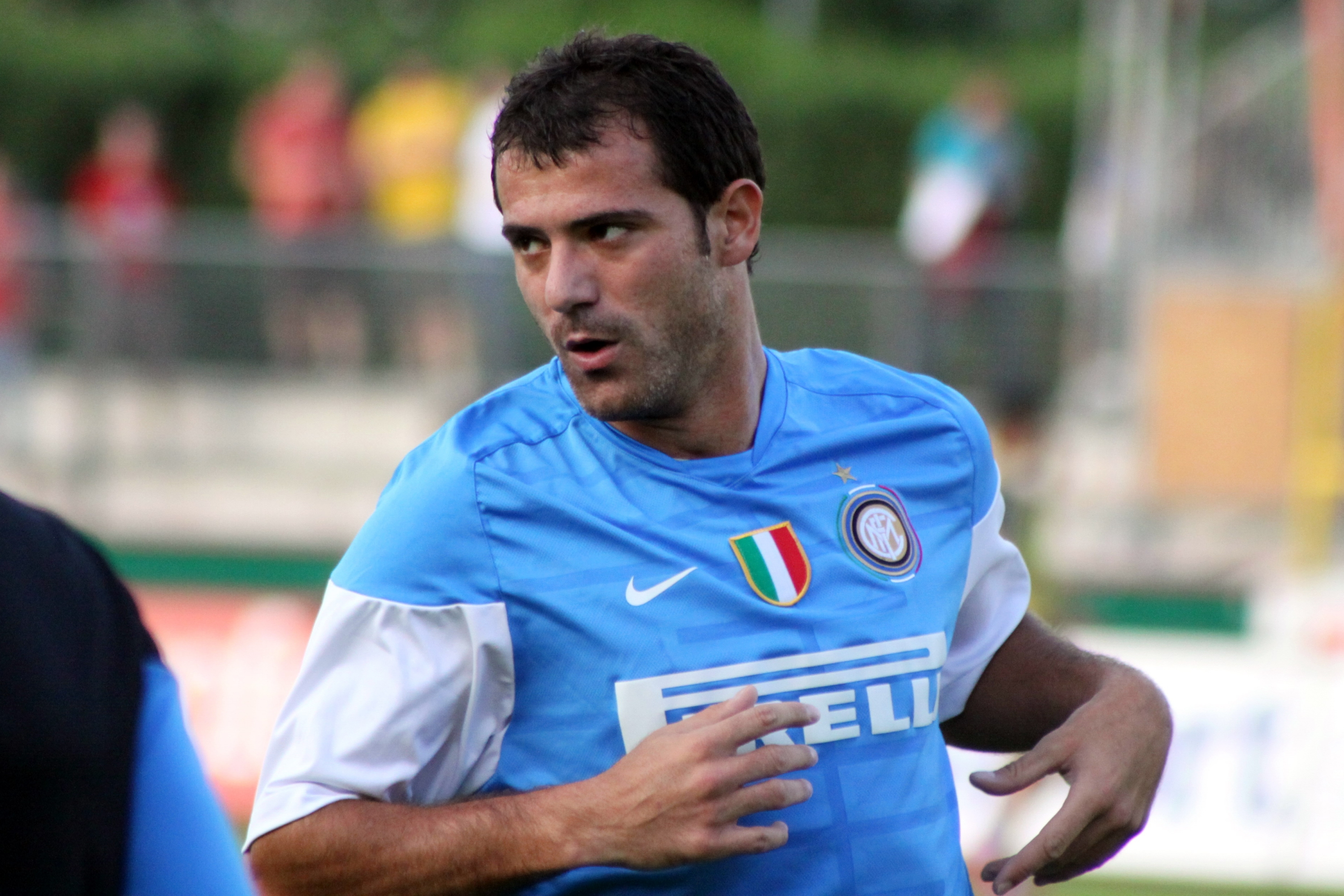
Dejan Stanković

Die Spieler sind nach der Anzahl ihrer Einsätze in der Supercoppa Italiana sortiert. Bei gleicher Anzahl an Spielen sind die Spieler nach Nachnamen sortiert. Fett markierte Spieler sind noch aktiv.
| Name                  | Mannschaft(en)                    | Einsätze |
| --------------------- | --------------------------------- | -------- |
| Gianluigi Buffon      | AC Parma (1), Juventus Turin (8)  | 9        |
| Dejan Stanković       | Lazio Rom (2), Inter Mailand (7)  | 9        |
| Stefan de Vrij        | Lazio Rom (2), Inter Mailand (6)  | 8        |
| Leonardo Bonucci      | Juventus Turin                    | 7        |
| Hakan Çalhanoğlu      | AC Mailand (1), Inter Mailand (6) | 7        |
| Giorgio Chiellini     | Juventus Turin                    | 7        |
| Javier Zanetti        | Inter Mailand                     | 7        |
| Nicolò Barella        | Inter Mailand                     | 6        |
| Esteban Cambiasso     | Inter Mailand                     | 6        |
| Alessandro Costacurta | AC Mailand                        | 6        |
| Matteo Darmian        | Inter Mailand                     | 6        |
| Alessandro Del Piero  | Juventus Turin                    | 6        |
| Federico Dimarco      | Inter Mailand                     | 6        |
| Paulo Dybala          | Juventus Turin                    | 6        |
| Stephan Lichtsteiner  | Lazio Rom (1), Juventus Turin (5) | 6        |
| Paolo Maldini         | AC Mailand                        | 6        |
| Lautaro Martínez      | Inter Mailand                     | 6        |
| Stand: 6. Januar 2025 |                                   |          |

### Rekordtorschützen

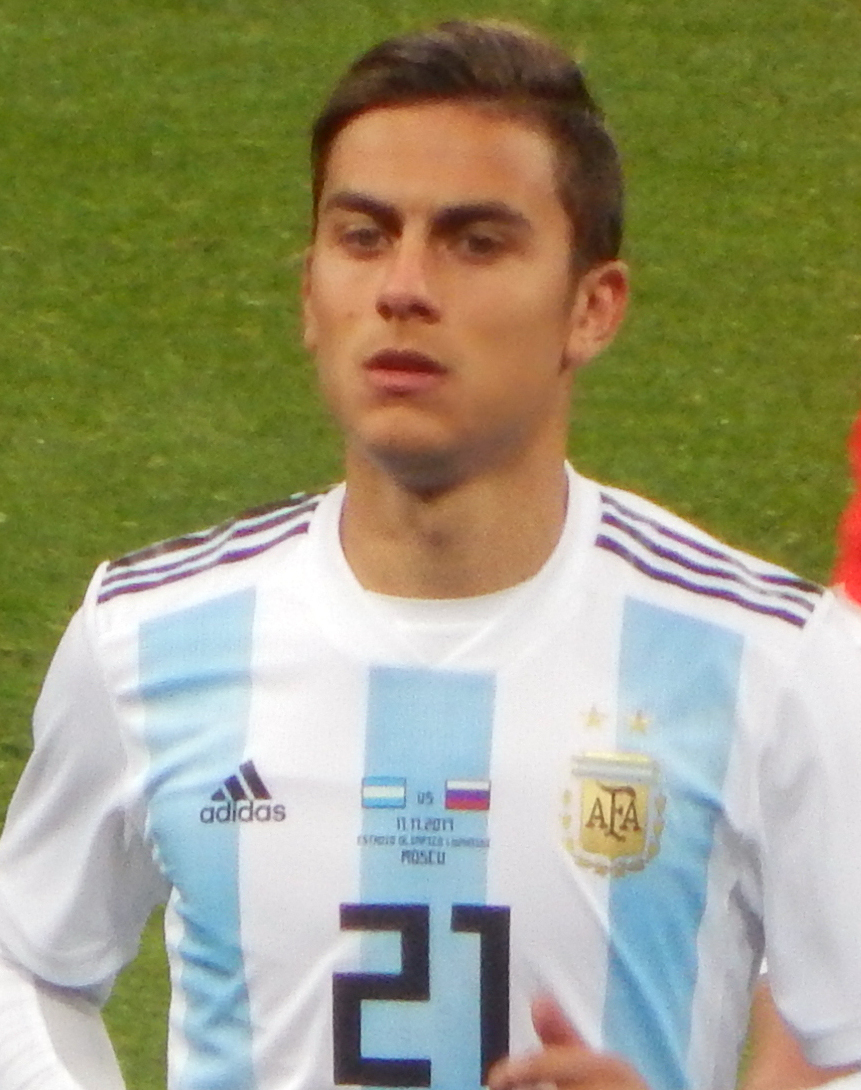
Paulo Dybala

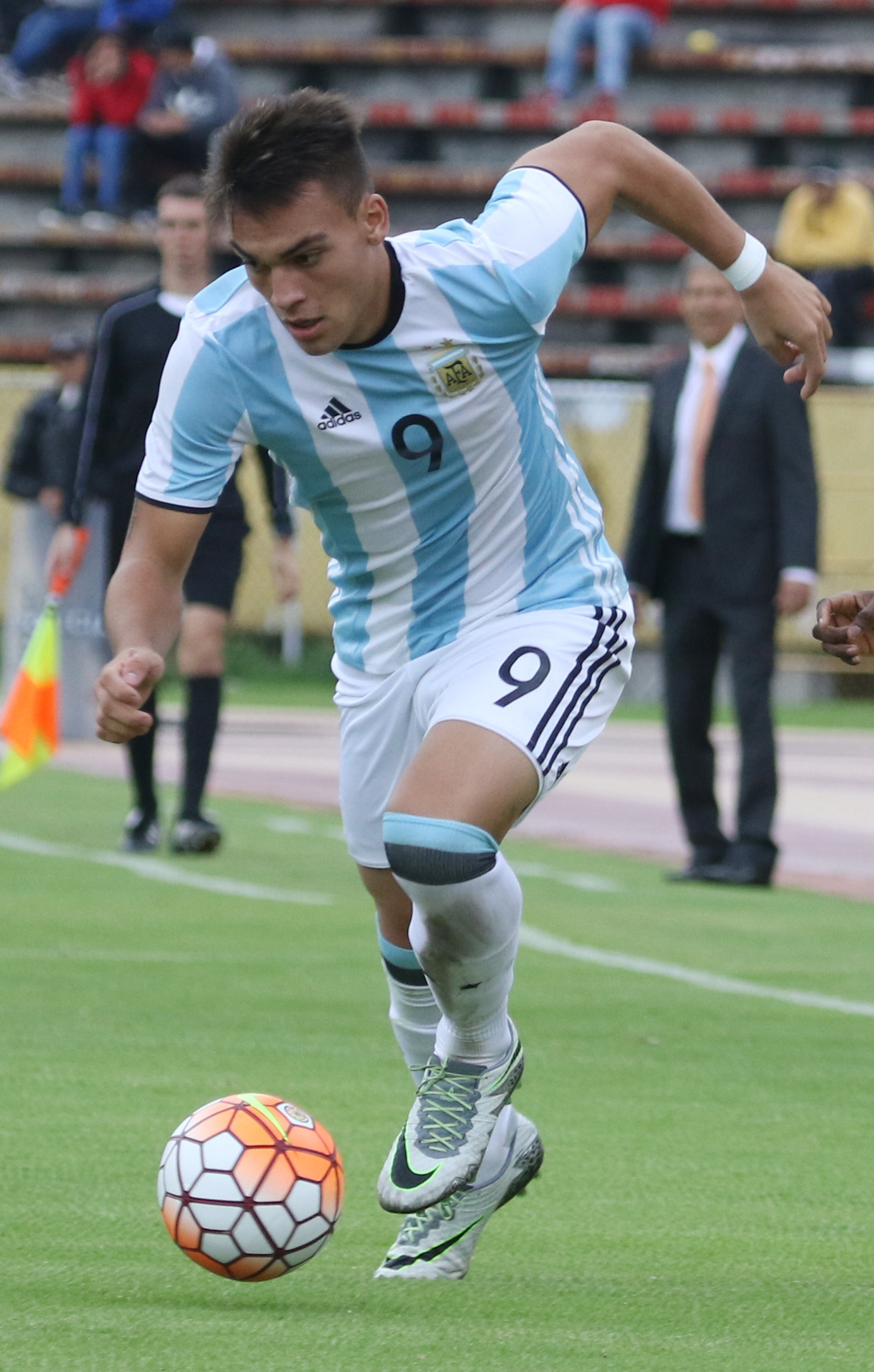
Lautaro Martínez

Die Spieler sind nach der Anzahl ihrer Tore in der Supercoppa Italiana sortiert. Bei gleicher Anzahl an Toren sind die Spieler nach Nachnamen sortiert. Fett markierte Spieler sind noch aktiv.
| Name                  | Mannschaft(en) | Tore |
| --------------------- | -------------- | ---- |
| Paulo Dybala          | Juventus Turin | 4    |
| Lautaro Martínez      | Inter Mailand  | 4    |
| Alessandro Del Piero  | Juventus Turin | 3    |
| Samuel Eto’o          | Inter Mailand  | 3    |
| Andrij Schewtschenko  | AC Mailand     | 3    |
| Carlos Tévez          | Juventus Turin | 3    |
| Stand: 6. Januar 2025 |                |      |